# Жан Теодор Делакур
Жан Теодор Делакур (фр. Jean Théodore Delacour; 1890—1985) — французький та американський орнітолог. Відомий відкриттям та розведенням деяких найрідкісніших птахів у світі. Відкритий ним імператорський фазан, пізніше виявився гібридом в'єтнамського та срібного фазанів.

## Біографія
Делакур народився в Парижі у заможній родині. Виріс в родинному маєтку поблизу Ам'єн. За гроші, які він отримав від батьків, він заснував приватний зоопарк у Пікардії. Він отримав хорошу освіту у приватних школах в Парижі. Отримав ступінь доктора біологічних наук у Лілльському університеті. Під час Першої світової війни служив у французькій армії. Під час війни загинув його єдиний брат. Після жахіть війни він переїхав до Англії заради її спокою. Однак згодом вирішив повернутися до Франції і купив замок Клер в Нормандії. На 9 Міжнародному орнітологічному конгресі, що відбувся в 1938 році в Руані, Делакур познайомився з генерал-губернатором Індокитаю. На його запрошення Делакур вирушив у наукову експедицію до Індокитаю, зокрема до В'єтнаму. Згодом були експедиції до Венесуели, Гвіани та Мадагаскару.
7 червня 1940 року, під час Другої світової війни, німецька авіація розбомбила його замок. Було знищено більшу частину його бібліотеки та колекцію тварин. Делакур тим часом втік через Касабланку, Рабат, Танжер та Лісабон до Нью-Йорка. Його американські друзі знайшли йому роботу в зоопарку Бронкса та Музеї природознавства в Нью-Йорку. Делакур жив у Сполучених Штатах, працюючи технічним радником Нью-Йоркського зоологічного товариства (тепер відоме як Товариство охорони природи), а також систематиком птахів в Американському музеї природознавства. У 1952 році він став директором Музею історії, науки та мистецтва Лос-Анджелеса. У 1960 році вийшов на пенсію.

## Вшанування
На честь Делакура названо вид змії Plagiopholis delacouri.

## Вибрана бібліографія
- 1931 — Les Oiseaux de L'Indochine Française (4 vols)
- 1945 — Birds of the Philippines (with Ernst Mayr)
- 1947 — Birds of Malaysia
- 1951 — The Pheasants of the World
- 1951–64 — The Waterfowl of the World (4 vols)
- 1959 — Wild Pigeons and Doves
- 1966 — The Living Air: The Memoirs of an Ornithologist (autobiography)
- 1973 — Curassows and Related Birds (with Dean Amadon)